# Paolo Casoli
Paolo Casoli est un pilote de moto Italien né le 18 août 1965 à Castelnovo ne' Monti.
En 1997 il devient champion du monde de Supersport.